# Initiative populaire « Assurance responsabilité civile pour les véhicules à moteurs et les cycles »
L'initiative populaire « Assurance responsabilité civile pour les véhicules à moteurs et les cycles » est une initiative populaire suisse, rejetée par le peuple et les cantons le 26 septembre 1976.

## Contenu
L'initiative demande la modification de l'article 37bis de la Constitution fédérale pour instaurer une assurance de responsabilité civile (RC) pour toutes les personnes utilisant soit un véhicule à moteur, soit un cycle.
Le texte complet de l'initiative peut être consulté sur le site de la Chancellerie fédérale.

## Déroulement

### Contexte historique
Tout d'abord géré uniquement par les cantons, le droit relatif aux automobiles et aux cycles devient une responsabilité fédérale à la suite de l'acceptation populaire, le 22 mai 1921, d'un article 37bis dans la Constitution ; la loi d'application entre en vigueur le 15 mars 1932 après un premier refus populaire le 15 mai 1927. Cette loi de 1932 prévoir entre autres l'obligation de contracter une assurance RC pour tous les détenteurs de véhicules automobiles, principe qui n'a jamais été remis en cause lors des futures révisions partielles de cette loi.
Cette assurance peut être conclue librement par le détenteur. Cependant, les primes de 20 des 23 sociétés d'assurances offrant alors ce produit sont alignées, ces entreprises étant regroupées au sein du cartel de la Conférence des directeurs-accidents. Le tarif annuel commun est basé sur la statistique de 13 des sociétés affiliées au cartel, représentant 90 % des assurances du pays.
La Fédération suisse du personnel des services publics lance cette initiative après que les primes de l'assurance RC aient été augmentées de 10 % au 1er janvier 1971 et de 18 % au 1er janvier 1972. Elle désire, dans le double but de contrôler ces augmentations et de permettre plus de visibilité sur les chiffres, donner à la Confédération la responsabilité de cette assurance.

### Récolte des signatures et dépôt de l'initiative
La récolte des 50 000 signatures nécessaires a débuté le 4 octobre 1971. Le 11 avril de l'année suivante, l'initiative a été déposée à la chancellerie fédérale qui l'a déclarée valide le 5 mai.
Selon la loi, cette initiative aurait dû être étudiée par les autorités avant le 10 avril 1974. Cependant, le Conseil fédéral demande, à la fin de l'année 1973, un délai d'une année supplémentaire pour ce faire. Ce délai est justifié par la remise d'un rapport sur le sujet par un groupe d'étude, rapport présentant plusieurs propositions qui ont dû être évaluées par un expert avant de pouvoir être prises en compte dans cette étude.

### Discussions et recommandations des autorités
Le parlement et le Conseil fédéral recommandent tous deux le rejet de cette initiative. Dans son message adressé à l'assemblée, le Conseil fédéral étudie deux modèles possibles pour réaliser l'objectif de l'initiative : soit en prenant le monopole de cette assurance, soit en créant un organisme sous le contrôle de la Confédération mais entrant en concurrence avec l'assurance privée. Le premier modèle est rejeté par le gouvernement au nom du principe de subsidiarité alors que la pérennité et la viabilité de l'organisme définit dans le second modèle ne pourrait pas être assuré. Pour ces raisons, le Conseil fédéral préconise que seule l'assurance privée continue à exploiter l'assurance RC pour les automobiles et pour cycles, rejetant ainsi l'initiative.

### Votation
Soumise à la votation le 26 septembre 1976, l'initiative est refusée par la totalité des 19 6/2 cantons et 75,7 % des suffrages exprimés. Le tableau ci-dessous détaille les résultats par cantons :